# Mehrez Ben Ammar
Mehrez Ben Ammar er en tunesisk håndboldtræner for Tunesiens kvindehåndboldlandshold. Han deltog som træner under VM i håndbold 2015 i Danmark.